# Vendeville
Vendeville är en kommun i departementet Nord i regionen Hauts-de-France i norra Frankrike. Kommunen ligger i kantonen Seclin-Nord som tillhör arrondissementet Lille. År 2022 hade Vendeville 1 615 invånare.

## Befolkningsutveckling
Antalet invånare i kommunen Vendeville
| Referens: INSEE |